# Coccidioides immitis

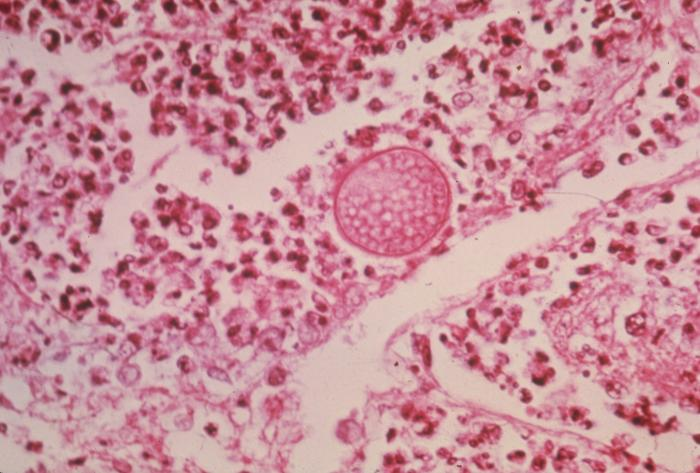
Kula z endosporami w tkankach człowieka

Coccidioides immitis Rixford & Gilchrist – gatunek grzybów należący do klasy Eurotiomycetes. Grzyb mikroskopijny wywołujący u ludzi ogólnoustrojową grzybicę o nazwie kokcydioidomykoza.

## Systematyka i nazewnictwo
Pozycja w klasyfikacji według Index Fungorum: Coccidioides, Onygenaceae, Onygenales, Eurotiomycetidae, Eurotiomycetes, Pezizomycotina, Ascomycota, Fungi.
Po raz pierwszy opisali go w 1896 r. Emmet Rixford i T. Caspar Gilchrist na ludziach. Gatunek ma wyznaczony neotyp, lektotyp i epityp. Ma 8 synonimów. Niektóre z nich:
- Aleurisma immite (C.W. Stiles) Bogliolo & J.A. Neves 1952
- Blastomycoides immitis (C.W. Stiles) Castell., 1928

## Morfologia i rozwój
Grzyb dymorficzny, tworzący formę drożdżową i strzępkową.
Znana jest wyłącznie anamorfa. W hodowli w temperaturze pokojowej lub w inkubatorze zaczyna się rozwijać się po 3–4 dniach, tworząc szarawą, błoniastą kolonię. W ciągu następnych kilku dni rozwija się grzybnia powietrzna, różniące się kolorem od białego do szarawego i teksturą od luźnej i pajęczynowej do gęstej i watowatej. W tych „typowych” koloniach zwykle nie rozwija się żadna wyraźna pigmentacja ani na powierzchni, ani na odwrocie. Wiele szczepów rośnie dość szybko, często z koncentrycznymi pierścieniami watowatych lub wełnistych grzybni powietrznych oddzielonych pierścieniami o rzadkim wzroście. Mikroskopowo większość szczepów wytwarza strzępki septowane o szerokości 2 µmi i cylindryczne, grubościenne artrokonidia o długości 3–12 µm i szerokości 3–4,5 µm. Konidia są zwykle oddzielone od siebie pustą komórką, ale czasami 2 lub więcej konidia sąsiadują ze sobą.
Mając do dyspozycji jedynie proste organiczne źródło węgla (np. glukozę), C. immitis może rosnąć przy nieorganicznym źródle azotu (np. siarczanie amonu).
Kiedy artrokonidia C. immitis są wdychane przez podatnego żywiciela, lub gdy są hodowanena specjalnych podłożach w kontrolowanym środowisku, przekształcają się w sferule z endosporami. Sferule to duże, grubościenne, niepączkujące, okrągłe ciałka zawierające wiele endospor. Sferula może mieć średnicę 20–60 µm i endospory o średnicy 2–5 µm. Sferule mogą być całkowicie wypełnione endosporami lub mogą mieć centralną wakuolę z endosporami wyściełającymi wewnętrzną stronę ścianki sferuli. Ściana sferuli pęka, uwalniając endospory do otaczającej tkanki, a każda endospora może znowu tworzyć nowe endospory. Kiedy endospory lub sferule przenosi się do zwykłej pożywki laboratoryjnej i inkubuje w temperaturze pokojowej, kiełkują, tworząc formę strzępkową.

## Występowanie i siedlisko
C. immitis wraz ze swoim krewnym Coccinioides posadasii występuje najczęściej w pustynnych regionach południowo-zachodnich Stanów Zjednoczonych, w tym w niektórych obszarach Arizony, Kalifornii, Nowego Meksyku, Nevady, Teksasu i Utah; oraz w Ameryce Środkowej i Południowej w Argentynie, Brazylii, Kolumbii, Gwatemali, Hondurasie, Meksyku, Nikaragui, Paragwaju i Wenezueli.
Grzyb glebowy występujący na glebach zasadowych, piaszczystych z regionów półpustynnych, z gorącymi latami, łagodnymi zimami i rocznymi opadami od 10 do 50 centymetrów. W glebie żyje jako saprotrof, zwykle na głębokości od 10 do 30 centymetrów pod powierzchnią. W pewnych warunkach może jednak zainfekować ludzi powodując groźną chorobę kokcydioidiomykozę. Zakażenie następuje zwykle poprzez wdychanie zanieczyszczonego pyłu. Oprócz człowieka, spontaniczne infekcje odnotowano u pawiana, osła, kota, bydła, szympansa, szynszyli, kojota, psa, goryla, konia, kangura, lamy, kreta, małpy, myszy, świni, lwa morskiego, owcy, wiewiórki, królik, szczur, tapir i tygrys.